# Pié du Roi
Le pié du Roi est un sommet d'origine volcanique culminant à 688 m d'altitude dans le département français de la Haute-Loire.

## Toponymie
Il est plausible que l'emploi du terme pié soit issu d'une déformation locale du toponyme puy.

## Géographie

### Situation
Le pié du Roi est situé dans le Massif central, entre les communes de Cerzat et de Mazeyrat-d'Allier, en rive droite de l'Allier.

### Géologie
Il s'agit d'un volcan de type strombolien, avec un sous-sol constitué de basalte et de tufs.

### Hydrographie
Avec une présence quasi-constante d'eau, le cratère abrite un petit marais circulaire d'environ 100 mètres de diamètre.

### Flore
Le bois du Roi est principalement recouvert de taillis de chênaies pubescentes, avec de vastes étendues de clairières et de lisières forestières thermophiles. Dans cet environnement, on peut observer la présence de la Joubarbe des toits (Sempervivum tectorum subsp. arvernense) et de la Céphalanthère blanche (Cephalanthera damasonium).

## Histoire
L'habitat préhistorique du pié du Roi a révélé la présence d'un campement acheuléen datant de la glaciation rissienne.

## Activités

### Protection environnementale
La montagne est répertoriée dans la ZNIEFF de type 1 « Bois du Roi », tandis qu'une partie est inscrite dans la ZNIEFF « Lac du Pié du Roi - le Lassou - Champ Noir ». De plus, elle est également répertoriée dans la ZNIEFF de type 2 « Haute vallée de l'Allier » et dans le site Natura 2000 « Haut Val d'Allier ».

### Randonnée
Un sentier de petite randonnée parcourt le contour du volcan.